# 宫田笙子
宫田笙子（日语：／ Miyata Shōko，2004年9月21日—），日本女子竞技体操运动员，2022年世界竞技体操锦标赛女子平衡木铜牌得主、2021年世界大运会女子跳马金牌得主、女子团体全能银牌得主和女子自由体操铜牌得主。
2024年7月18日，原本在摩納哥隨2024年夏季奧林匹克運動會日本代表團集訓的宮田笙子被教練揭發未成年吸煙及飲酒，違反代表行動規範，被遣送回國。7月19日，日本體操協會舉行記者會表示，在確認宮田違規事實後，正式將其代表資格取消，無緣2024年夏季奧林匹克運動會。同年12月7日，日本体操协会表示已对她进行严正警告，考量到无缘奥运已算是相当大的代价，不会对她追加额外处罚。